# Andrzej Górczyński
Andrzej Robert Górczyński (ur. 2 września 1974 w Kutnie) – polski samorządowiec i inżynier rolnik, w latach 2018–2024 członek zarządu województwa łódzkiego VI kadencji.

## Życiorys
Pochodzi z Woli Kałkowej. Z zawodu inżynier rolnictwa, absolwent Szkoły Głównej Gospodarstwa Wiejskiego. Ukończył podyplomowe studia z europejskiego prawa gospodarczego i marketingu na Wydziale Prawa i Administracji Uniwersytetu Łódzkiego. Zajął się także prowadzeniem własnego gospodarstwa rolnego i działał w ochotniczej straży pożarnej. Przez kilkanaście lat był szefem Izby Rolniczej Województwa Łódzkiego. Od 2013 był p.o. prezesa, a następnie wiceprezesem oddziału regionalnego KRUS w Łodzi.
Był związany z Polskim Stronnictwem Ludowym, formalnie nie należał do partii. W 2010 z listy PSL zdobył mandat radnego sejmiku łódzkiego (zastąpił Artura Ławniczaka wybranego na burmistrza Szadku), w 2014 uzyskał reelekcję. W 2010 był kandydatem na wiceministra rolnictwa, jednak ostatecznie nie objął stanowiska. W 2016 odszedł z klubu radnych PSL. W 2018 przystąpił do Porozumienia (w sejmiku pozostając radnym niezrzeszonym). Zasiadł w radzie krajowej tego ugrupowania, w 2019 został jego pełnomocnikiem w okręgu sieradzkim i członkiem zarządu krajowego (później zasiadał przez pewien czas w jego prezydium). W 2018 z listy PiS nie wybrano go ponownie do sejmiku. 22 listopada 2018 wybrany na stanowisko członka zarządu województwa łódzkiego, odpowiedzialnego za rolnictwo i ochronę środowiska. W czerwcu 2022 wystąpił z Porozumienia.
Bez powodzenia kandydował do Senatu z ramienia PSL w 2011 w okręgu nr 25 (zajął 3. miejsce na 7 kandydatów) oraz do Sejmu w 2015 (z listy PSL) i 2019 (z listy PiS).

## Życie prywatne
Syn Zdzisława i Marii. Żonaty z Anną, ma dwoje dzieci.

## Odznaczenia
Odznaczony Brązowym Krzyżem Zasługi (2011) (za wybitne zasługi dla rozwoju rolnictwa, za działalność na rzecz rozwoju obszarów wiejskich).